# 穂積咋
穂積 咋（ほづみ の くい）は、飛鳥時代の人物。カバネは臣。大化元年（645年）に初の東国国司に任命された。冠位は、小乙下、大山上。

## 経歴
大化元年（645年）に初の東国国司として派遣される。同年9月19日に地方の国司に対して善政を行うよう孝徳天皇の勅命が出されたが、大化2年（646年）3月、任国で咋が行った不正が報告されている。しかし大赦によって大きな処分は免れている。
大化5年（650年）3月には天皇の命を受け、謀反の嫌疑がかかった右大臣・蘇我倉山田石川麻呂にその真意を問い質した。その後、石川麻呂の討伐軍として蘇我日向と共に出兵、逃亡先の山田寺を軍兵を率いて包囲し、物部二田塩に命じて、既に妻子らと共に自殺していた石川麻呂の首を斬らせた。